# Galatasaray Istanbul/Saison 2016/17
Die Saison 2016/17 von Galatasaray Istanbul war die 109. Saison in der Vereinsgeschichte und die 59. Saison in der türkischen Liga, der Süper Lig. Der Klub beendete die Saison auf dem 4. Platz. Die Türkiye Kupası endete für den Sieger der letzten zwei Jahre im Achtelfinale.  Galatasaray Istanbul wurde im März 2016 von der Untersuchungskammer der UEFA-Finanzkontrollkammer, nach Verstößen und Nichteinhaltung der Vereinbarungsbedingungen vom Mai 2014 gegen das Financial Fairplay (Klublizenzierung), für die Saison 2016/17 von den europäischen Klub-Wettbewerben ausgeschlossen, für den sie sich sportlich qualifizieren würden.

## Personalien

### Kader
| Nr.        | Nat.                                 | Name               | Geburtsdatum  | im Verein seit | vorheriger Verein     |
| Torhüter   | Torhüter                             | Torhüter           | Torhüter      | Torhüter       | Torhüter              |
| ---------- | ------------------------------------ | ------------------ | ------------- | -------------- | --------------------- |
| 01         | Uruguay Italien                      | Fernando Muslera   | 16. Juni 1986 | 2011           | Lazio Rom             |
| 19         | Turkei                               | Cenk Gönen         | 21. Feb. 1988 | 2015           | Beşiktaş Istanbul     |
| 67         | Turkei                               | Eray İşcan         | 19. Juli 1991 | 2012           | eigene Jugend         |
| Abwehr     |                                      |                    |               |                |                       |
| 03         | Turkei                               | Ahmet Çalık        | 26. Feb. 1994 | 2017           | Gençlerbirliği Ankara |
| 04         | Turkei                               | Serdar Aziz        | 23. Okt. 1990 | 2016           | Bursaspor             |
| 14         | Norwegen                             | Martin Linnes      | 20. Sep. 1991 | 2016           | Molde FK              |
| 21         | Kamerun Frankreich                   | Aurélien Chedjou   | 20. Juni 1985 | 2013           | OSC Lille             |
| 22         | Turkei Deutschland                   | Hakan Balta        | 23. März 1983 | 2007           | Vestel Manisaspor     |
| 23         | Frankreich Martinique                | Lionel Carole      | 12. Apr. 1991 | 2015           | ES Troyes AC          |
| 26         | Turkei                               | Semih Kaya         | 24. Feb. 1991 | 2009           | eigene Jugend         |
| 28         | Deutschland Turkei                   | Koray Günter       | 16. Aug. 1994 | 2014           | Borussia Dortmund     |
| 39         | Belgien Kongo Demokratische Republik | Luis Pedro Cavanda | 2. Jan. 1991  | 2016           | Trabzonspor           |
| 55         | Turkei                               | Sabri Sarıoğlu     | 26. Juli 1984 | 2001           | eigene Jugend         |
| 88         | Turkei                               | Gökay Güney        | 19. Mai 1999  | 2016           | eigene Jugend         |
| Mittelfeld |                                      |                    |               |                |                       |
| 08         | Turkei                               | Selçuk İnan        | 10. Feb. 1985 | 2011           | Trabzonspor           |
| 10         | Niederlande                          | Wesley Sneijder    | 9. Juni 1984  | 2014           | Inter Mailand         |
| 27         | Turkei Deutschland                   | Tolga Ciğerci      | 23. März 1992 | 2016           | Hertha BSC            |
| 30         | Portugal                             | Josué Pesqueira    | 17. Sep. 1990 | 2016           | FC Porto              |
| 34         | Niederlande Suriname                 | Nigel de Jong      | 30. Nov. 1984 | 2016           | LA Galaxy             |
| 97         | Turkei                               | Birhan Vatansever  | 25. Apr. 1997 | 2016           | eigene Jugend         |
| Angriff    |                                      |                    |               |                |                       |
| 07         | Turkei Deutschland                   | Yasin Öztekin      | 19. März 1987 | 2014           | Kayseri Erciyesspor   |
| 09         | Schweiz Turkei                       | Eren Derdiyok      | 12. Juni 1988 | 2012           | Kasımpaşa Istanbul    |
| 11         | Deutschland                          | Lukas Podolski     | 4. Juni 1985  | 2015           | FC Arsenal            |
| 16         | Kap Verde Niederlande                | Garry Rodrigues    | 27. Nov. 1990 | 2013           | PAOK Thessaloniki     |
| 18         | Turkei Deutschland                   | Sinan Gümüş        | 15. Jan. 1994 | 2014           | VfB Stuttgart (II)    |
| 20         | Portugal Guinea-Bissau               | Bruma              | 24. Okt. 1994 | 2013           | Sporting Lissabon     |
| 25         | Turkei                               | Berk İsmail Ünsal  | 6. Aug. 1994  | 2014           | eigene Jugend         |
| 29         | Turkei                               | Kerem Çalışkan     | 13. Okt. 1997 | 2016           | eigene Jugend         |

#### Transfers
| Zugänge | Abgänge |
| --- | --- |
| Sommer 2016 - Serdar Aziz (Bursaspor) - Emrah Başsan (Antalyaspor) - Bruma (Real Sociedad San Sebastián) w.a. - Luis Pedro Cavanda (Trabzonspor) - Tolga Ciğerci (Hertha BSC) - Nigel de Jong (LA Galaxy) - Eren Derdiyok (Kasımpaşa Istanbul) - Josué Pesqueira (FC Porto) a. - Kolbeinn Sigthórsson (FC Nantes) a. - Berk İsmail Ünsal (Giresunspor) w.a. Winter 2016/17 - Ahmet Çalık (Gençlerbirliği Ankara) - Garry Rodrigues (PAOK Thessaloniki) | Sommer 2016 - Olcan Adın (Vereinslos) - Emrah Başsan (Çaykur Rizespor) a. - Umut Bulut (Kayserispor) - Tarık Çamdal (Eskişehirspor) a. - İsmail Çipe (Bugsaşspor) a. - Emre Çolak (Deportivo La Coruña) - Emre Can Coşkun (Göztepe Izmir) - Jason Denayer (Manchester City) w.a. - Ryan Donk (Betis Sevilla) a. - Blerim Džemaili (FC Bologna) - Oğuzhan Kayar (Aydınspor) a. - Bilal Kısa (Bursaspor) - Furkan Özçal (Bursaspor) - Volkan Pala (Çaykur Rizespor) a. - José Rodríguez (1. FSV Mainz 05) - Alex Telles (FC Porto) - Sercan Yıldırım (Bursaspor) Winter 2016/17 - Hamit Altıntop (SV Darmstadt 98) - Emrah Başsan (Fortuna Sittard) a. - Salih Dursun (Antalyaspor) a. - Umut Gündoğan (Manisaspor) a. - Jem Karacan (Vereinslos) - Lucas Ontivero (Club Universidad de Chile) - Volkan Pala (İnegölspor) a. - Kolbeinn Sigthórsson (FC Nantes) w.a. |

## Spielkleidung
| Heim | Auswärts | Ausweich |

- Ausrüster: Nike
- Trikotsponsor: Nef
- Ärmelsponsor: Permolit
- Rückensponsor: Garenta

## Saison
Alle Ergebnisse aus Sicht von Galatasaray Istanbul.
Die Tabelle listet alle Süper-Lig-Spiele des Vereins der Saison 2016/17 auf. Siege sind grün, Unentschieden gelb und Niederlagen rot markiert.

### Süper Lig
| ST | Datum              | Gegner                 | Ort                                    | Ergebnis  | Tor(e) für Galatasaray Istanbul                                                                                  | Karte(n) für Galatasaray Istanbul                                                  | Zuschauer    |
| -- | ------------------ | ---------------------- | -------------------------------------- | --------- | --- | ---------------------------------------------------------------------------------- | ------------ |
| 01 | 22. August 2016    | Kardemir Karabükspor   | Türk Telekom Arena, Istanbul           | 1:0 (0:0) | 1:0 Derdiyok (90.+4')                                                                                            | Linnes (37.), Ciğerci (47.)                                                        | Geisterspiel |
| 02 | 27. August 2016    | Akhisar Belediyespor   | 19 Mayıs Stadı, Manisa                 | 3:1 (1:1) | 1:1 Derdiyok (35.), 2:1 Öztekin (63.), 3:1 Bruma (90.+2')                                                        | Carole (55.)                                                                       | 03.522       |
| 03 | 10. September 2016 | Kayserispor            | Kadir Has Stadı, Kayseri               | 1:1 (1:1) | 1:0 Öztekin (12.)                                                                                                | Sarıoğlu (90.)                                                                     | 05.401       |
| 04 | 17. September 2016 | Çaykur Rizespor        | Türk Telekom Arena, Istanbul           | 2:0 (1:0) | 1:0 Derdiyok (6.), 2:0 Derdiyok (89.)                                                                            | Bruma (57.)                                                                        | 29.528       |
| 05 | 24. September 2016 | Beşiktaş Istanbul      | Vodafone Arena, Istanbul               | 2:2 (2:0) | 1:0 Derdiyok (8.), 2:0 Bruma (44.)                                                                               | Sneijder (22.), Ciğerci (65.), Muslera (83.)                                       | 37.396       |
| 06 | 2. Oktober 2016    | Antalyaspor            | Türk Telekom Arena, Istanbul           | 3:1 (0:1) | 1:1 İnan (67.), 2:1 Podolski (78.), 3:1 Podolski (85.)                                                           | Ciğerci (61.)                                                                      | 40.812       |
| 07 | 15. Oktober 2016   | Gençlerbirliği Ankara  | 19 Mayıs Stadı, Ankara                 | 1:0 (1:0) | 1:0 Bruma (13.)                                                                                                  | Sarıoğlu (42.), Carole (69.), Derdiyok (82.)                                       | 08.509       |
| 08 | 22. Oktober 2016   | Trabzonspor            | Türk Telekom Arena, Istanbul           | 0:1 (0:1) | keine | keine                                                                              | 43.701       |
| 09 | 29. Oktober 2016   | Adanaspor              | 5 Ocak Fatih Terim Stadı, Adana        | 1:0 (0:0) | 1:0 Bruma (71.)                                                                                                  | Chedjou (42.), Ciğerci (69.), İnan (58.), Bruma (72.)                              | 09.600       |
| 10 | 4. November 2016   | Istanbul Başakşehir FK | Türk Telekom Arena, Istanbul           | 1:2 (1:1) | 1:0 Gümüş (32.)                                                                                                  | Carole (23.), Muslera (59.), de Jong (73.), Derdiyok (90.+4'), Josué (90.+6')      | 20.686       |
| 11 | 20. November 2016  | Fenerbahçe Istanbul    | Şükrü Saracoğlu Stadı, Istanbul        | 0:2 (0:1) | keine | Gümüş (16.), Carole (29.), Ciğerci (41.), Cavanda (72.), de Jong (73.), Aziz (76.) | 44.754       |
| 12 | 25. November 2016  | Bursaspor              | Türk Telekom Arena, Istanbul           | 3:1 (1:1) | 1:1 Öztekin (32.), 2:1 Sneijder (55.), 3:1 Derdiyok (90.+1')                                                     | Aziz (59.)                                                                         | 15.292       |
| 13 | 4. Dezember 2016   | Kasımpaşa Istanbul     | Recep Tayyip Erdoğan Stadı, Istanbul   | 2:1 (1:0) | 1:0 Podolski (5.), 2:1 Bruma (59.)                                                                               | Aziz (7.), Balta (78.)                                                             | 03.281       |
| 14 | 11. Dezember 2016  | Gaziantepspor          | Türk Telekom Arena, Istanbul           | 3:1 (1:0) | 1:0 Öztekin (12.), 2:0 Öztekin (66.), 3:1 Öztekin (90.+4')                                                       | Bruma (25.), Podolski (47.), İnan (86.), Sneijder (87.)                            | 15.202       |
| 15 | 18. Dezember 2016  | Osmanlıspor FK         | Osmanlı Stadı, Ankara                  | 2:2 (1:1) | 1:0 Öztekin (3.), 2:2 Kaya (87.)                                                                                 | Aziz (15.)                                                                         | 06.358       |
| 16 | 25. Dezember 2016  | Alanyaspor             | Türk Telekom Arena, Istanbul           | 5:1 (2:1) | 1:0 de Jong (30.), 2:1 Gassama (44. Eigentor), 3:1 Sneijder (51.), 4:1 Derdiyok (55.), 5:1 Josué (80.)           | Bruma (9.), de Jong (74.), Sneijder (75.)                                          | 12.141       |
| 17 | 14. Januar 2017    | Konyaspor              | Büyükşehir Stadyumu, Konya             | 1:0 (0:0) | 1:0 Sarıoğlu (51.)                                                                                               | Sneijder (45.)                                                                     | 22.637       |
| 18 | 21. Januar 2017    | Kardemir Karabükspor   | Dr. Necmettin Şeyhoğlu Stadı, Karabük  | 1:2 (1:1) | 1:0 Öztekin (16.)                                                                                                | Podolski (32.), Çalık (45.), Balta (64.), Balta (85.)                              | 07.553       |
| 19 | 28. Januar 2017    | Akhisar Belediyespor   | Türk Telekom Arena, Istanbul           | 6:0 (4:0) | 1:0 Kaya (9.), 2:0 Bruma (25.), 3:0 Öztekin (33.), 4:0 Bruma (41.), 5:0 İnan (79. Foulelfmeter), 6:0 Gümüş (87.) | keine                                                                              | 11.279       |
| 20 | 12. Februar 2017   | Kayserispor            | Türk Telekom Arena, Istanbul           | 1:2 (0:2) | 1:2 Derdiyok (11.)                                                                                               | keine                                                                              | 19.946       |
| 21 | 18. Februar 2017   | Çaykur Rizespor        | Çaykur Didi Stadı, Rize                | 1:1 (1:0) | 1:0 Podolski (23.)                                                                                               | Podolski (13.)                                                                     | 04.800       |
| 22 | 27. Februar 2017   | Beşiktaş Istanbul      | Türk Telekom Arena, Istanbul           | 0:1 (0:0) | keine | İnan (37.), Podolski (90.+4')                                                      | 38.373       |
| 23 | 6. März 2017       | Antalyaspor            | Antalya Arena                          | 3:2 (2:1) | 1:0 Bruma (24.), 2:0 Derdiyok (36.), 3:2 Derdiyok (90.+6')                                                       | Bruma (25.), Ciğerci (57.), Derdiyok (90.+6'), Bruma (84.)                         | 15.350       |
| 24 | 11. März 2017      | Gençlerbirliği Ankara  | Türk Telekom Arena, Istanbul           | 3:2 (2:1) | 1:1 İnan (5. Handelfmeter), 2:1 Podolski (45.), 3:2 İnan (90.)                                                   | keine                                                                              | 11.256       |
| 25 | 18. März 2017      | Trabzonspor            | Medical Park Arena, Trabzon            | 0:2 (0:1) | keine | Podolski (51.), Öztekin (90.+1')                                                   | 33.801       |
| 26 | 3. April 2017      | Adanaspor              | Türk Telekom Arena, Istanbul           | 4:0 (1:0) | 1:0 Podolski (25.), 2:0 Rodrigues (47.), 3:0 İnan (55. Foulelfmeter) 4:0 İnan (59. Handelfmeter)                 | Cavanda (5.), Linnes (33.), Podolski (45.), Josué (63.)                            | 09.992       |
| 27 | 10. April 2017     | Istanbul Başakşehir FK | Başakşehir Fatih Terim Stadı, Istanbul | 0:4 (0:2) | keine | Öztekin (56.), Josué (82.)                                                         | 07.697       |
| 28 | 23. April 2017     | Fenerbahçe Istanbul    | Türk Telekom Arena, Istanbul           | 0:1 (0:0) | keine | keine                                                                              | 37.639       |
| 29 | 1. Mai 2017        | Bursaspor              | Timsah Arena, Bursa                    | 5:0 (2:0) | 1:0 Bruma (5.), 2:0 Bruma (45.), 3:0 Çalık (57.), 4:0 Podolski (60.), 5:0 Öztekin (89.),                         | Ciğerci (36.)                                                                      | 13.680       |
| 30 | 6. Mai 2017        | Kasımpaşa Istanbul     | Türk Telekom Arena, Istanbul           | 1:3 (0:1) | 1:3 Sneijder (90.+1')                                                                                            | Ciğerci (10.), Balta (90.+2'), Ciğerci (59.)                                       | Geisterspiel |
| 31 | 14. Mai 2017       | Gaziantepspor          | Gaziantep Arena                        | 2:1 (1:0) | 1:0 Josué (31.), 2:1 Sneijder (80.)                                                                              | Kaya (52.)                                                                         | 04.825       |
| 32 | 19. Mai 2017       | Osmanlıspor FK         | Türk Telekom Arena, Istanbul           | 2:0 (2:0) | 1:0 Sneijder (24.), 2:0 Gümüş (35.)                                                                              | keine                                                                              | 07.521       |
| 33 | 29. Mai 2017       | Alanyaspor             | Oba Stadı, Alanya                      | 3:2 (3:1) | 1:0 Bruma (14.), 2:0 Gümüş (17.), 3:1 Gümüş (27.)                                                                | Sneijder (34.), Sarıoğlu (66.), Çalık (75.), Rodrigues (87.), Bruma (90.+4')       | 04.577       |
| 34 | 3. Juni 2017       | Konyaspor              | Türk Telekom Arena, Istanbul           | 2:1 (1:0) | 1:0 Gümüş (34.), 2:1 Gümüş (77.)                                                                                 | Podolski (16.)                                                                     | 07.532       |

### Türkiye Kupası
| Runde         | Datum             | Gegner                 | Ort                                    | Ergebnis  | Tor(e) für Galatasaray Istanbul                                                                                       | Karte(n) für Galatasaray Istanbul                                                                  |
| ------------- | ----------------- | ---------------------- | -------------------------------------- | --------- | --- | -------------------------------------------------------------------------------------------------- |
| 3. Hauptrunde | 25. Oktober 2016  | Dersimspor             | Türk Telekom Arena, Istanbul           | 5:1 (3:0) | 1:0 Podolski (23.), 2:0 Podolski (35.), 3:0 Öztekin (40.), 4:0 Podolski (60.), 5:1 Altıntop (90.+2')                  | Aziz (71.)                                                                                         |
| Gruppenphase  | 30. November 2016 | Elazığspor             | Türk Telekom Arena, Istanbul           | 1:1 (1:0) | 1:0 Carole (41.) | Cavanda (66.)                                                                                      |
| Gruppenphase  | 14. Dezember 2016 | 24 Erzincanspor        | 13 Şubat Stadı, Erzincan               | 1:1 (0:0) | 1:0 Josué (50.) | Cavanda (60.)                                                                                      |
| Gruppenphase  | 21. Dezember 2016 | Tuzlaspor              | Türk Telekom Arena, Istanbul           | 2:1 (0:0) | 1:0 Sarıoğlu (68.), 2:1 Josué (90.+1' Foulelfmeter)                                                                   | keine                                                                                              |
| Gruppenphase  | 28. Dezember 2016 | Tuzlaspor              | Başakşehir Fatih Terim Stadı, Istanbul | 2:3 (1:0) | 1:0 Chedjou (45.), 2:3 Linnes (70.)                                                                                   | Öztekin (34.), Bruma (63.), Josué (64.), de Jong (77.), Linnes (88.), Chedjou (56.), Öztekin (61.) |
| Gruppenphase  | 17. Januar 2017   | Elazığspor             | Atatürk Stadı, Elazığ                  | 4:1 (1:0) | 1:0 Podolski (9.), 2:0 Kalkan (59. Eigentor), 3:0 Derdiyok (74.), 4:1 Podolski (90.+3')                               | Podolski (84.), Sneijder (85.)                                                                     |
| Gruppenphase  | 24. Januar 2017   | 24 Erzincanspor        | Türk Telekom Arena, Istanbul           | 6:2 (3:2) | 1:0 Podolski (4.), 2:0 Podolski (10.), 3:2 Rodrigues (27.), 4:2 Podolski (50.), 5:2 Podolski (55.) 6:2 Podolski (63.) | de Jong (24.), Josué, de Jong (31.)                                                                |
| Achtelfinale  | 4. Februar 2017   | Istanbul Başakşehir FK | Başakşehir Fatih Terim Stadı, Istanbul | 1:2 (0:2) | 1:2 Derdiyok (90.+2')                                                                                                 | Josué (21.), de Jong (67.), Podolski (88.)                                                         |

### Süper Kupa
Der Supercup-Betreiber TFF, türkische Fußballverband, verkaufte die Namensrechte des Wettbewerbs an das türkische Telekommunikationsunternehmen Turkcell. Seit 2016 lautet der Supercup „Turkcell Süper Kupa“.
| Beşiktaş Istanbul (Meister)                                    | Beşiktaş Istanbul (Meister) | Galatasaray Istanbul (Pokalsieger) | Galatasaray Istanbul (Pokalsieger) |
| -------------------------------------------------------------- | --- | --- | ---------------------------------- |
| Beşiktaş Istanbul (Meister)                                    | \| 13. August 2016 um 20:00 Uhr in Konya (Konya Büyükşehir Stadı) \| \| Ergebnis: 1:1 n. V. (0:0, 0:0), 0:3 i. E. \| \| Schiedsrichter: Mete Kalkavan (Istanbul) \| \| Spielbericht \| | \| 13. August 2016 um 20:00 Uhr in Konya (Konya Büyükşehir Stadı) \| \| Ergebnis: 1:1 n. V. (0:0, 0:0), 0:3 i. E. \| \| Schiedsrichter: Mete Kalkavan (Istanbul) \| \| Spielbericht \| | Galatasaray Istanbul (Pokalsieger) |
| Beşiktaş Istanbul (Meister)                                    | Tolga Zengin – Andreas Beck, Marcelo, Necip Uysal (106. ), Duško Tošić – Kerim Frei (46. ), Atiba Hutchinson, Oğuzhan Özyakup, Tolgay Arslan (73. ), Olcay Şahan – Cenk Tosun Ersatzbank:: Denys Bojko, Rhodolfo, Adriano (106. ), José Ernesto Sosa, Ricardo Quaresma (46. ), Aras Özbiliz, Ömer Şişmanoğlu (73. ) Cheftrainer: Şenol Güneş | Fernando Muslera – Martin Linnes, Aurélien Chedjou, Hakan Balta, Lionel Carole – Sinan Gümüş (88. ), Tolga Ciğerci, Selçuk İnan , Wesley Sneijder, Bruma – Lukas Podolski (43. ) Ersatzbank:: Cenk Gönen, Serdar Aziz, Ryan Donk, Sabri Sarıoğlu, Hamit Altıntop, Yasin Öztekin (88. ), Eren Derdiyok (43. ) Cheftrainer: Jan Olde Riekerink ( Niederlande) | Galatasaray Istanbul (Pokalsieger) |
| Beşiktaş Istanbul (Meister)                                    | 1:1 Aurélien Chedjou (107., Eigentor) | 0:1 Hakan Balta (100. Sneijder) | Galatasaray Istanbul (Pokalsieger) |
| Beşiktaş Istanbul (Meister)                                    | Elfmeterschießen | | Galatasaray Istanbul (Pokalsieger) |
| Beşiktaş Istanbul (Meister)                                    | Oğuzhan Özyakup Cenk Tosun Atiba Hutchinson | 0:1 Selçuk İnan 0:2 Hakan Balta 0:3 Tolga Ciğerci | Galatasaray Istanbul (Pokalsieger) |
| Beşiktaş Istanbul (Meister)                                    | Andreas Beck (58.), Oğuzhan Özyakup (87.), Necip Uysal (99.) | Tolga Ciğerci (77.) | Galatasaray Istanbul (Pokalsieger) |
| Beşiktaş Istanbul (Meister)                                    | Spieler des Spiels: Fernando Muslera | | Galatasaray Istanbul (Pokalsieger) |
| 13. August 2016 um 20:00 Uhr in Konya (Konya Büyükşehir Stadı) | | |                                    |
| Ergebnis: 1:1 n. V. (0:0, 0:0), 0:3 i. E.                      | | |                                    |
| Schiedsrichter: Mete Kalkavan (Istanbul)                       | | |                                    |
| Spielbericht                                                   | | |                                    |

### Freundschaftsspiele
Diese Tabelle führt die ausgetragenen Freundschaftsspiele auf.
| Datum             | Gegner            | Ort                                    | Ergebnis  | Tor(e) für Galatasaray Istanbul                     | Karte(n) für Galatasaray Istanbul      |
| ----------------- | ----------------- | -------------------------------------- | --------- | --------------------------------------------------- | -------------------------------------- |
| 12. Juli 2016     | FC Thun           | Stadion Lachen, Thun                   | 1:1 (1:0) | 1:0 Bruma (25.)                                     | keine                                  |
| 26. Juli 2016     | Aarhus GF         | Ceres Park, Aarhus                     | 3:1 (1:1) | 1:1 Bruma (38.), 2:1 Bruma (53.), 3:1 Öztekin (89.) | keine                                  |
| 30. Juli 2016     | Manchester United | Ullevi, Göteborg                       | 2:5 (2:1) | 1:0 Gümüş (22.), 2:1 Bruma (40.)                    | Sneijder (27.)                         |
| 3. September 2016 | Boluspor          | Florya Metin Oktay Tesisleri, Istanbul | 1:0 (1:0) | 1:0 Öztekin (31.)                                   | keine                                  |
| 8. Oktober 2016   | Lewski Sofia      | Georgi-Asparuchow-Stadion, Sofia       | 2:0 (1:0) | 1:0 Josué (11.), 2:0 Altıntop (68.)                 | Gümüş (25.), Josué (53.), Dursun (54.) |
| 9. Januar 2017    | Al-Ettifaq        | Prinz-Mohamed-bin-Fahd-Stadion, Dammam | 1:3 (0:2) | 1:3 Bruma (81.)                                     | keine                                  |

### Uhrencup
| Datum         | Gegner         | Ort                | Ergebnis  | Tor(e) für Galatasaray Istanbul                   | Karte(n) für Galatasaray Istanbul |
| ------------- | -------------- | ------------------ | --------- | ------------------------------------------------- | --------------------------------- |
| 17. Juli 2016 | FC Zürich      | Tissot Arena, Biel | 3:0 (1:0) | 1:0 Bruma (35.), 2:0 Adili (83.), 3:0 Ünsal (87.) | keine                             |
| 19. Juli 2016 | BSC Young Boys | Tissot Arena, Biel | 1:1 (1:0) | 1:0 Bruma (17.)                                   | keine                             |

## Statistiken

### Teamstatistik
| Wettbewerb     | Punkte | daheim | daheim | daheim | daheim | daheim | auswärts | auswärts | auswärts | auswärts | auswärts | Gesamt | Gesamt | Gesamt | Gesamt | Gesamt | Tordifferenz |
| Wettbewerb     | Punkte | Sp     | S      | U      | N      | TV     | Sp       | S        | U        | N        | TV       | Sp     | S      | U      | N      | TV     | Tordifferenz |
| -------------- | ------ | ------ | ------ | ------ | ------ | ------ | -------- | -------- | -------- | -------- | -------- | ------ | ------ | ------ | ------ | ------ | ------------ |
| Süper Lig      | 64     | 17     | 11     | 0      | 6      | 37:17  | 17       | 9        | 4        | 4        | 28:23    | 34     | 20     | 4      | 10     | 65:40  | +25          |
| Türkiye Kupası | –      | 4      | 3      | 1      | 0      | 14:5   | 4        | 1        | 1        | 2        | 12:5     | 8      | 4      | 2      | 2      | 26:10  | +16          |
| Gesamt         | 64     | 21     | 14     | 1      | 6      | 51:22  | 21       | 10       | 5        | 6        | 40:28    | 42     | 24     | 6      | 13     | 91:50  | +41          |

### Saisonverlauf
| Spieltag | 1 | 2 | 3 | 4 | 5 | 6 | 7 | 8 | 9 | 10 | 11 | 12 | 13 | 14 | 15 | 16 | 17 | 18 | 19 | 20 | 21 | 22 | 23 | 24 | 25 | 26 | 27 | 28 | 29 | 30 | 31 | 32 | 33 | 34 |
| -------- | - | - | - | - | - | - | - | - | - | -- | -- | -- | -- | -- | -- | -- | -- | -- | -- | -- | -- | -- | -- | -- | -- | -- | -- | -- | -- | -- | -- | -- | -- | -- |
| Spielort | H | A | A | H | A | H | A | H | A | H  | A  | H  | A  | H  | A  | H  | A  | A  | H  | H  | A  | H  | A  | H  | A  | H  | A  | H  | A  | H  | A  | H  | A  | H  |
| Resultat | S | S | S | S | U | S | S | N | S | N  | N  | S  | S  | S  | U  | S  | S  | N  | S  | N  | U  | N  | S  | S  | N  | S  | N  | N  | S  | S  | S  | S  | S  | S  |
| Platz    | 6 | 1 | 3 | 3 | 4 | 3 | 3 | 3 | 3 | 3  | 5  | 4  | 3  | 3  | 3  | 3  | 3  | 3  | 3  | 3  | 3  | 3  | 3  | 3  | 3  | 3  | 4  | 4  | 4  | 4  | 4  | 4  | 4  | 4  |

Quelle: https://www.weltfussball.de/spielplan/tur-sueper-lig-2016-2017
Legende: Spielort: H = Heim; A = Auswärts. Resultat: S = Sieg; U = Unentschieden; N = Niederlage

### Spielerstatistiken
| Spieler              | Süper Lig | Süper Lig | Süper Lig   | Süper Lig  | Türkiye Kupası | Türkiye Kupası | Türkiye Kupası | Türkiye Kupası | Süper Kupa | Süper Kupa | Süper Kupa  | Süper Kupa | Total    | Total | Total       | Total      |
| Spieler              | Einsätze  | Tore      | Gelbe Karte | Rote Karte | Einsätze       | Tore           | Gelbe Karte    | Rote Karte     | Einsätze   | Tore       | Gelbe Karte | Rote Karte | Einsätze | Tore  | Gelbe Karte | Rote Karte |
| -------------------- | --------- | --------- | ----------- | ---------- | -------------- | -------------- | -------------- | -------------- | ---------- | ---------- | ----------- | ---------- | -------- | ----- | ----------- | ---------- |
| Hamit Altıntop       | 4         | 0         | 0           | 0          | 5              | 1              | 0              | 0              | 0          | 0          | 0           | 0          | 9        | 1     | 0           | 0          |
| Serdar Aziz          | 5         | 0         | 4           | 0          | 1              | 0              | 1              | 0              | 0          | 0          | 0           | 0          | 6        | 0     | 5           | 0          |
| Hakan Balta          | 22        | 0         | 3           | 1          | 0              | 0              | 0              | 0              | 1          | 1          | 0           | 0          | 23       | 1     | 3           | 1          |
| Emrah Başsan         | 0         | 0         | 0           | 0          | 0              | 0              | 0              | 0              | 0          | 0          | 0           | 0          | 0        | 0     | 0           | 0          |
| Bruma                | 30        | 11        | 6           | 1          | 6              | 0              | 1              | 0              | 1          | 0          | 0           | 0          | 37       | 11    | 7           | 1          |
| Ahmet Çalık          | 14        | 1         | 2           | 0          | 3              | 0              | 0              | 0              | 0          | 0          | 0           | 0          | 17       | 1     | 2           | 0          |
| Kerem Çalışkan       | 0         | 0         | 0           | 0          | 3              | 0              | 0              | 0              | 0          | 0          | 0           | 0          | 3        | 0     | 0           | 0          |
| Lionel Carole        | 25        | 0         | 4           | 0          | 5              | 1              | 0              | 0              | 1          | 0          | 0           | 0          | 31       | 1     | 4           | 0          |
| Luis Pedro Cavanda   | 7         | 0         | 2           | 0          | 6              | 0              | 2              | 0              | 0          | 0          | 0           | 0          | 13       | 0     | 4           | 0          |
| Aurélien Chedjou     | 15        | 0         | 1           | 0          | 4              | 1              | 0              | 1              | 1          | 0          | 0           | 0          | 20       | 1     | 1           | 1          |
| Tolga Ciğerci        | 24        | 0         | 8           | 1          | 0              | 0              | 0              | 0              | 1          | 0          | 1           | 0          | 25       | 0     | 9           | 1          |
| Eren Derdiyok        | 31        | 10        | 3           | 0          | 6              | 2              | 0              | 0              | 1          | 0          | 0           | 0          | 38       | 12    | 3           | 0          |
| Salih Dursun         | 0         | 0         | 0           | 0          | 1              | 0              | 0              | 0              | 0          | 0          | 0           | 0          | 1        | 0     | 0           | 0          |
| Cenk Gönen           | 0         | 0         | 0           | 0          | 8              | 0              | 0              | 0              | 0          | 0          | 0           | 0          | 8        | 0     | 0           | 0          |
| Soner Gönül          | 0         | 0         | 0           | 0          | 0              | 0              | 0              | 0              | 0          | 0          | 0           | 0          | 0        | 0     | 0           | 0          |
| Sinan Gümüş          | 18        | 7         | 1           | 0          | 2              | 0              | 0              | 0              | 1          | 0          | 0           | 0          | 21       | 7     | 1           | 0          |
| Gökay Güney          | 0         | 0         | 0           | 0          | 1              | 0              | 0              | 0              | 0          | 0          | 0           | 0          | 1        | 0     | 0           | 0          |
| Koray Günter         | 0         | 0         | 0           | 0          | 0              | 0              | 0              | 0              | 0          | 0          | 0           | 0          | 0        | 0     | 0           | 0          |
| Selçuk İnan          | 32        | 6         | 3           | 0          | 3              | 0              | 0              | 0              | 1          | 0          | 0           | 0          | 36       | 6     | 3           | 0          |
| Eray İşcan           | 0         | 0         | 0           | 0          | 0              | 0              | 0              | 0              | 0          | 0          | 0           | 0          | 0        | 0     | 0           | 0          |
| Nigel de Jong        | 18        | 1         | 3           | 0          | 6              | 0              | 3              | 1              | 0          | 0          | 0           | 0          | 24       | 1     | 6           | 1          |
| Semih Kaya           | 20        | 2         | 1           | 0          | 7              | 0              | 0              | 0              | 0          | 0          | 0           | 0          | 27       | 2     | 1           | 0          |
| Fernando Muslera     | 34        | 0         | 2           | 0          | 0              | 0              | 0              | 0              | 1          | 0          | 0           | 0          | 35       | 0     | 2           | 0          |
| Martin Linnes        | 18        | 0         | 2           | 0          | 7              | 1              | 1              | 0              | 1          | 0          | 0           | 0          | 26       | 1     | 3           | 0          |
| Yasin Öztekin        | 28        | 10        | 2           | 0          | 7              | 1              | 1              | 1              | 1          | 0          | 0           | 0          | 36       | 11    | 3           | 1          |
| Josué Pesqueira      | 25        | 2         | 3           | 0          | 8              | 2              | 3              | 0              | 0          | 0          | 0           | 0          | 33       | 4     | 6           | 0          |
| Lukas Podolski       | 26        | 7         | 7           | 0          | 5              | 10             | 2              | 0              | 1          | 0          | 0           | 0          | 32       | 17    | 9           | 0          |
| Garry Rodrigues      | 16        | 1         | 1           | 0          | 2              | 1              | 0              | 0              | 0          | 0          | 0           | 0          | 18       | 2     | 1           | 0          |
| Sabri Sarıoğlu       | 28        | 1         | 3           | 0          | 6              | 1              | 0              | 0              | 0          | 0          | 0           | 0          | 34       | 2     | 3           | 0          |
| Kolbeinn Sigthórsson | 0         | 0         | 0           | 0          | 0              | 0              | 0              | 0              | 0          | 0          | 0           | 0          | 0        | 0     | 0           | 0          |
| Wesley Sneijder      | 28        | 5         | 5           | 0          | 4              | 0              | 1              | 0              | 1          | 0          | 0           | 0          | 33       | 5     | 6           | 0          |
| Berk İsmail Ünsal    | 0         | 0         | 0           | 0          | 1              | 0              | 1              | 0              | 0          | 0          | 0           | 0          | 1        | 0     | 1           | 0          |
| Birhan Vatansever    | 0         | 0         | 0           | 0          | 3              | 0              | 0              | 0              | 0          | 0          | 0           | 0          | 3        | 0     | 0           | 0          |